# Dichrogaster jonathani
Dichrogaster jonathani là một loài tò vò trong họ Ichneumonidae.